# Araruama
Araruama es un municipio en el estado de Río de Janeiro, Brasil. Se encuentra a 22 ° 52'22 "de latitud sur y 42 º 20'35" de longitud oeste a una altitud de 15 metros. La población estimada en 2010 por el Instituto Brasileño de Geografía y Estadística fue 116,418 habitantes.
Se extiende sobre una superficie de 635,4 kilómetros ², marcado por algunas llanuras y lagos, incluyendo el lago Araruama y Juturnaíba Pond - se encuentra entre las ciudades de Araruama y Silva Jardim, a una distancia de 12,5 km el centro de la ciudad de San Vicente de Paúl. Geográficamente es la mayor ciudad de la región de los lagos.
")

## Topónimos
"Araruama" es una palabra derivada de Tupi. Su significado, sin embargo, es controvertido. Algunos sostienen que significa "abundancia de conchas" . Otros, lo que significa "loro prometedores", mediante la combinación de los términos a'rara ("guacamayo") y ûama ("promesa de futuro, que será").

## Economía
El municipio de Araruama tiene una economía bastante creciente y variada.
Place - lo que representa un gran porcentaje de los distritos, principalmente por económico y Iguabinha Praia Seca, sin embargo en los últimos años el turismo ha crecido rápidamente en Araruama, junto con Búzios y río Ostras; atrayendo miles de turistas y visitantes de las playas más bellas y variadas de todo el estado. También debemos señalar que la hospitalidad de la red (hoteles y hostales) en Araruama ha aumentado recientemente desde 2010.
Industrial - sal es abundante en bien Araruama (extraído principalmente en el barrio de Praia Seca es uno de los más grandes de todo el estado y en todo el país), por lo que las industrias principales se centran en él, que es muy buena para la ciudad, ya que genera poca o ninguna contaminación, mantener el equilibrio y todo el ecosistema de la región. Industria de la construcción también se han instalado en Araruama. Entre ellos, se encuentra el edificio del este, uno de los más grandes en el estado de Río y con sede en la ciudad. Industrias de procesamiento también generan numerosos puestos de trabajo en la ciudad y se encuentran en Condominio Industrial Araruama las costas de RJ 124.
País - plantado y cultivado en los distritos de San Vicente y el Morro Grande, que representa el porcentaje más bajo de la economía de la ciudad, tiene su cultivo, como plátano, Pasión, yuca, Coco, Tangerine, limón y naranja. Incluso con una reducción en la producción, Araruama sigue siendo el mayor productor de cítricos en el estado de Río de Janeiro.
Pesca - por todos los barrios de todo el Araruama estanque que tiene pequeños peces o mariscos, como Corvina, camarón, salmonete, Cerdeña y algunos otros productos del mar se puede encontrar en el estanque, que también representa un pequeño porcentaje de la economía, sin embargo, gran parte de este porcentaje se encuentra en el Araruama Mercado Municipal - también conocido como el mercado de pescado (que fue recientemente renovado por el Ayuntamiento). No se puede encontrar una gran variedad de mariscos, crustáceos y peces.
Comercial - destaca fundamentalmente por Araruama Center y Rodovia Amaral Peixoto, los diferentes edificios y construcciones, como los bancos, la educación superior, muchas tiendas, Fast food, Centros Comerciales, Oficinas, Plazas, Bares , bares, restaurantes, supermercados, estacionamientos, ferias, etc. En la actualidad, los distritos de Villa Capri, Iguabinha, Plátano, Playa de Parati y con barba, en las cercanías de Rodovia Amaral Peixoto son los de mayor crecimiento en la ciudad, económica y populacionalmente.
Sector Inmobiliario - Araruama es actualmente el de más rápido crecimiento, los valores y se desarrolla en toda la región de los lagos, a explicar por qué la población crece muy rápido y la demanda alta de apartamentos cerca de la playa ha crecido mucho el interés en la construcción por Araruama, gradualmente Araruama como la ciudad principal de la región de los lagos. Esto se debe a la centralidad del municipio en el mapa geográfico del estado: Araruama es poco más de una hora de la ciudad de Río de Janeiro y Niterói. El mismo tiempo que le lleva a la ciudad de Macae. Cabe destacar también la proximidad de la ciudad a la COMPERJ (Complejo Petroquímico del Estado de Río de Janeiro), una mayor inversión pública en marcha en Brasil. Araruama al polo, se tarda 45 minutos. Actualmente, la ciudad invierte en atraer a los futuros trabajadores COMPERJ para convertirse en residentes de Araruama.

## Historia
El municipio de Araruama fue ocupado por los indios para tupinambás intensos, alfareros y de las poblaciones hortícolas de origen amazónico, que han dejado sus aldeas presencia fuerte desde tiempos precoloniales. Urnas funerarias, vasijas pintadas, además de una gran variedad de formas cerámicas utilitarias son ejemplos de lo que se puede encontrar en los diferentes sitios arqueológicos de la región. Los pueblos han examinado Morro Grande, en particular, de fecha 2200 años, son algunas de las ocupaciones más antiguas de este territorio del grupo tupí.
El sitio que actualmente corresponde al municipio de Araruama correspondían a la Capitanía de São Vicente, donada a Martim Afonso de Sousa, incluso en el Brasil colonial (1534),  pero las primeras noticias sobre la ocupación del territorio se dieron en 1575 a través de la emisión del Gobernador capitanía de Río de Janeiro, Antonio Salema, que fue a diezmar cientos de franceses y los indios.
Los registros en el territorio de Araruama que data de 1615, a raíz de la fundación de la moderna ciudad de Cabo Frío, que llegó a promover el reconocimiento del río San Juan y la laguna de Araruama.
En 1626, las tierras eran parte de las asignaciones de Araruama donados a la huelga de Manuel que implementó un aserradero de madera con el Brasil y otras maderas duras.
Por edicto de 10 de enero de 1799, se creó la parroquia de San Sebastián de Araruama, perteneciente al municipio de Cabo Frío hasta 1852, cuando la Ley Provincial N ° 628, se unió a la ciudad de Saquarema.
El 6 de febrero de 1859, la parroquia de San Sebastián Araruama fue elevado a una ciudad de Araruama, debido a la extinción de la ciudad de Saquarema.
La elevación a la categoría de ciudad Araruama ocurrió en 22 de enero de 1890 por decreto del gobernador Francisco Portela.
El himno de la ciudad de Araruama se incorporó a la historia de la ciudad en 1999 por el compositor Pedro Pinto, Paulo Pessoa.
En la actualidad, la ciudad es conocida en todo el estado de Río de Janeiro por su vocación comercial, y sobre todo por su potencial turístico. Los turistas se sienten atraídos por las playas, especialmente en el océano, bañadas por las cristalinas aguas del Atlántico. También son atractivas plazas, parques, centros de comida y centros de entretenimiento.

## Distritos
Araruama tiene cinco distritos. Entre ellos, tres son urbanos (Araruama, Praia Seca y Iguabinha ) y dos rurales (Morro Grande y Sao Vicente).
Araruama (distrito anfitrión): Se caracteriza por la mayor concentración de edificios, instituciones de salud, instituciones de educación, iglesias y centros de entretenimiento. Junto con la sede del distrito de Cabo Frío es el centro comercial más importante en la región de Lagos. Também es conocida por sus playas.
Morro Grande Segundo de Distrito: el distrito se caracteriza por la producción rural.
San Vicente de Paúl del Tercer Distrito: Una expansión del distrito, también se caracteriza por la producción de productos rurales.
Praia Seca Distrito Cuarto: El distrito se caracteriza por su vocación turística alta, Aquí están las principales playas de la ciudad y también la mayoría de casas de vacaciones. Si también se caracteriza por la producción de sal.
Iguabinha Quinto Distrito: Es la ciudad más joven del distrito y todavía está en formación. También alberga algunas de las playas del municipio.

## Barrios
```
Coqueiral
 (Araruama)

Parati
 (Araruama)

Ponte dos Leites
 (Araruama)

Areal
 (Araruama)

Outeiro
 (Araruama)

Fazendinha
 (Araruama)

Engenho Grande
 (Araruama)

Pontinha
 (Araruama)

Parque Hotel
 (Araruama)

Praia das Espumas
 (Araruama)

Bananeiras
 (Araruama)

Praça da Bandeira
 (Araruama)

Alto da Boa Vista
 (Araruama)

Itatiquara
 (Araruama)

Vila Capri
 (Araruama)

Praia do Dentinho
 (Praia Seca)

Praia do Hospício
 (Araruama)

Outeiro
 (Araruama)

XV de Novembro
 (Araruama)

Rio do Limão
 (Araruama)

Parque Mataruna
 (Araruama)

Boa Perna
 (Araruama)

Japão
 (Araruama)

Balneário Praia Seca
 (Praia Seca)

Jardim São Paulo
 (Araruama)

Mutirão
 (Araruama)

Três Vendas
 (Araruama)

Picada
 (Araruama)

Fonte Limpa
 (Araruama)

BNH
 (Araruama)

Jardim Califórnia
 (Araruama)

Jardim Araruama
 (Araruama)

Cerâmica
 (Araruama)

Barbudo
 (Araruama)

Vila Canaã
 (Araruama)

Paracatu
 (Araruama)
```

## Playas principales

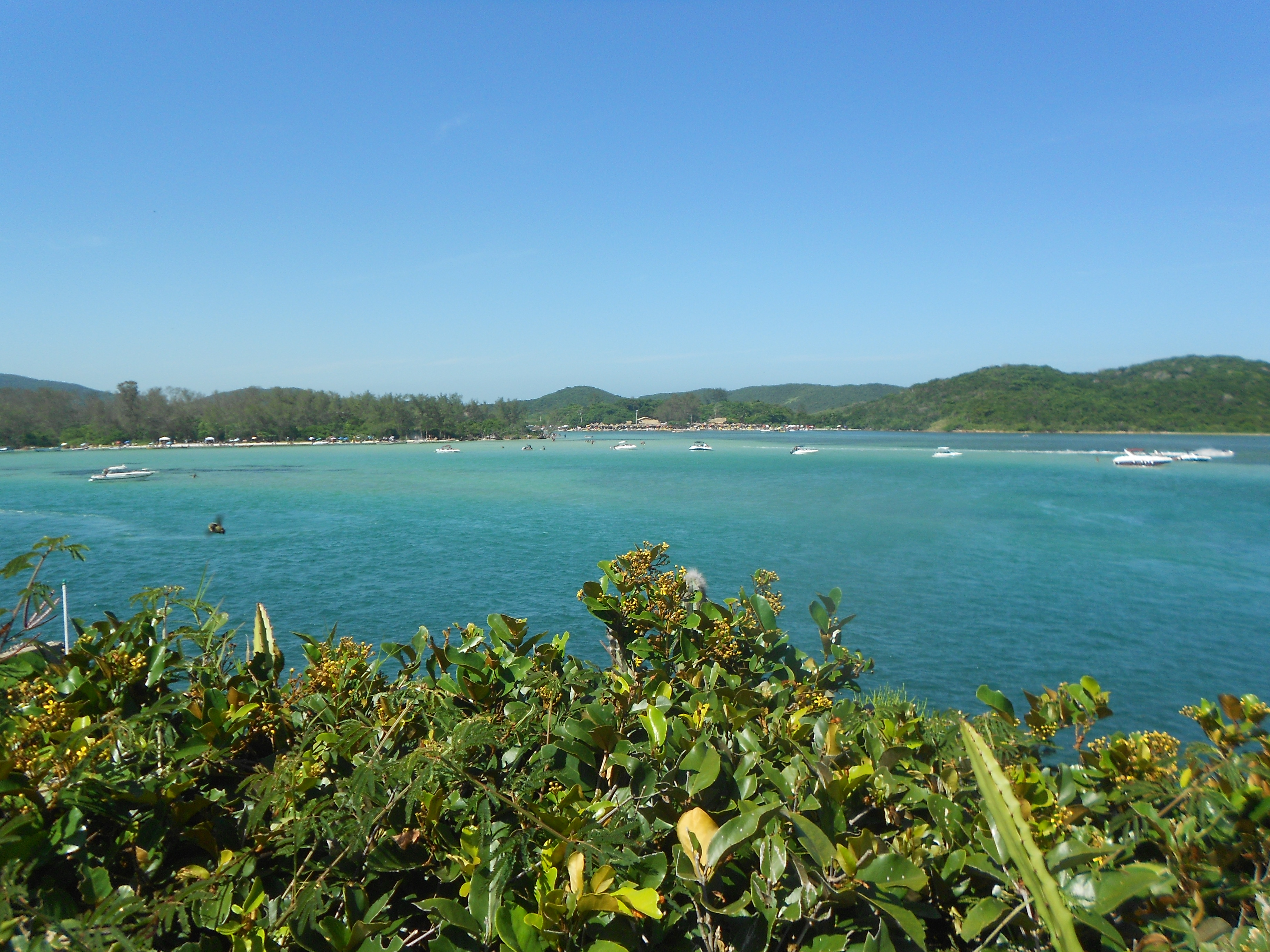
Playa de Araruama.

Araruama tiene varias playas, tanto en la laguna (bañado por las aguas tranquilas y cálidas de la Laguna de Araruama) y oceánicas (bañadas por aguas azules y helada del Océano Atlántico). Los principales son: 
- Playa Araruama
- Playa Hawk
- Playa Barbudo
- Playa de Hospicio
- Playa Pontinha
- Praia dos Amores
- Playa Massambaba
- Playa del Diente
- Playa Seca

## Plazas y parques
- Plaza de la Biblia
- Escuela de la Plaza
- Eventos cuadrados
- Parque Niño João Hélio
- Parque de la Exposición
- Plaza Antonio Raposo

## Turismo
Una de las principales fuentes de riqueza de la ciudad. Es más frecuente en verano, donde personas de diferentes estados e incluso extranjeros), visitar la ciudad en busca de playas y eventos. El mes en el que el turismo es más calienta en diciembre (debido a la Navidad y Reveilon celebraçãoes) y enero

## Lemas
- "Araruama: El Cancún brasileño"
- "Araruama: Donde el sol se abre paso el invierno"
- "Araruama: la calidad de vida de la ciudad"

## Lagoa de Araruama
El Lagoa de Araruama se caracteriza por su alta salinidad (uno de los más grandes del mundo), y sus aguas cálidas, ideales para nadar en cualquier época del año. En los últimos años, la laguna se ha recuperado de una grave contaminación se debió a la vivienda y la falta de avance de la conciencia ambiental de los residentes y turistas. Últimamente, se ve la laguna de la recuperación de sus aguas azules y cristalinas que alguna vez fueron su icono principal. También es posible bañarse en sus aguas de nuevo.